# Fülpösdaróc, Szabolcs-Szatmár-Bereg
Fülpösdaróc  este un sat în districtul Mátészalka, județul Szabolcs-Szatmár-Bereg, Ungaria, având o populație de 319 locuitori (2011). 

## Demografie
Componența etnică a satului Fülpösdaróc
     Maghiari (100%)
Componența confesională a satului Fülpösdaróc
     Reformați (57,68%)
     Romano-catolici (7,84%)
     Fără religie (5,64%)
     Greco-catolici (1,57%)
     Necunoscută (27,27%)
Conform recensământului din 2011, satul Fülpösdaróc avea 319 locuitori. Din punct de vedere etnic, majoritatea locuitorilor (100,0%) erau maghiari.  Din punct de vedere confesional, majoritatea locuitorilor (57,68%) erau reformați, existând și minorități de romano-catolici (7,84%), persoane fără religie (5,64%) și greco-catolici (1,57%). Pentru 27,27% din locuitori nu este cunoscută apartenența confesională.